# Meertensgroeve

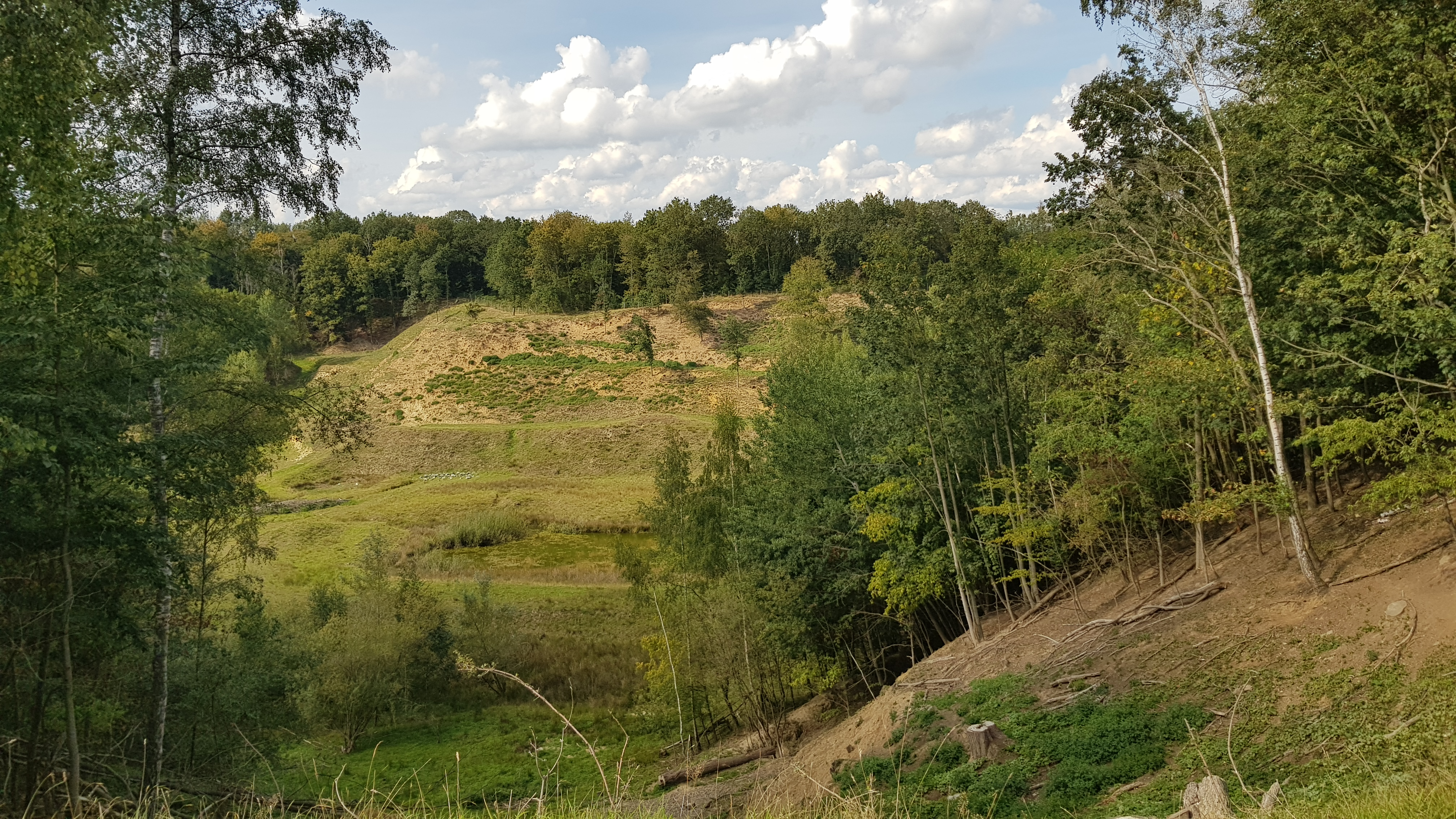
Meertensgroeve

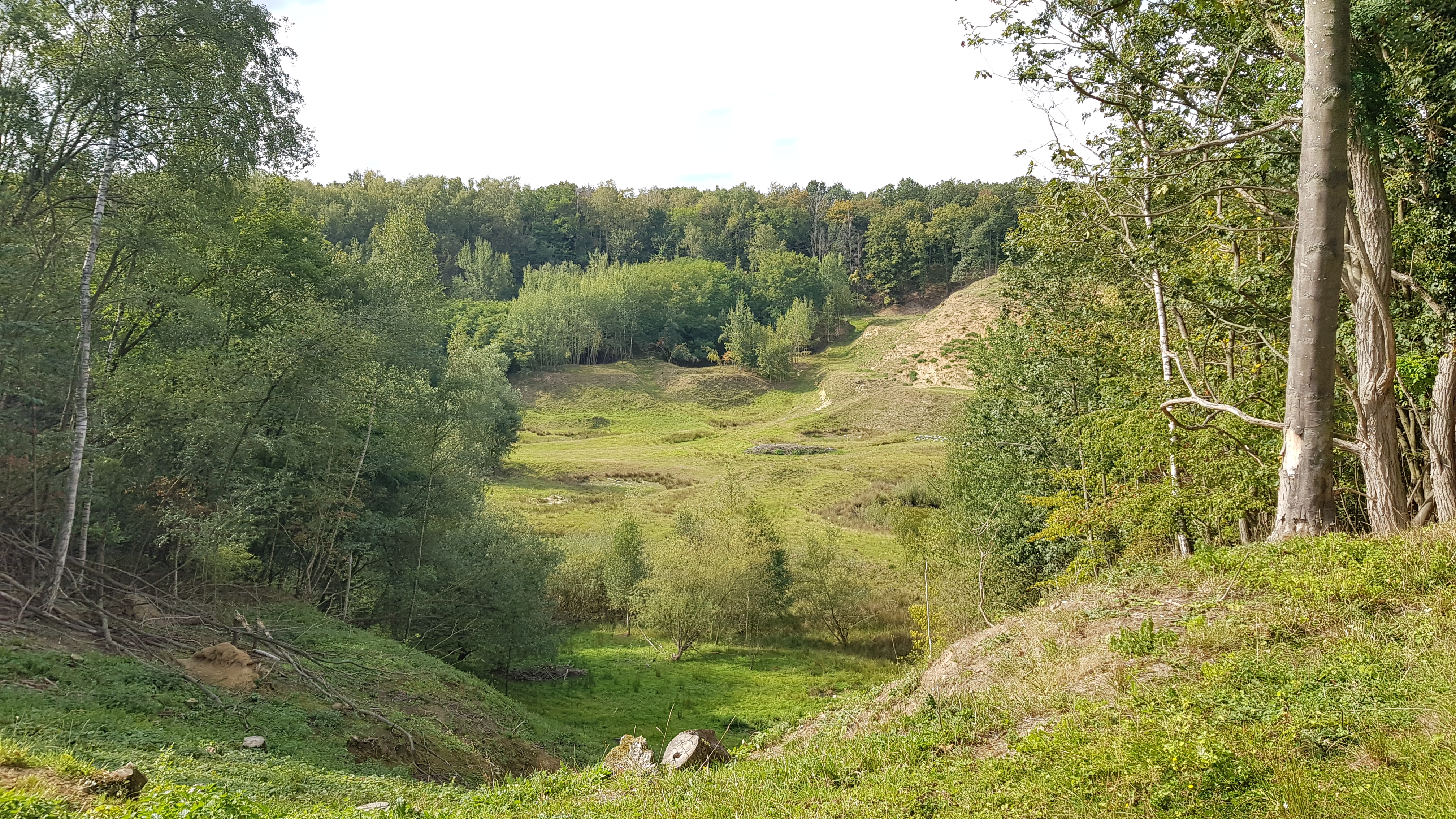
Meertensgroeve

De Meertensgroeve is een voormalige zand- en grindgroeve en Beschermd Natuurmonument in de Nederlandse gemeente Valkenburg aan de Geul in Zuid-Limburg. De dagbouwgroeve ligt ten noordwesten van Vilt en ten westen van Valkenburg in het hellingbos Bergse Heide op de noordelijke rand van het Plateau van Margraten in de overgang naar het Geuldal. Ter plaatse duikt het plateau een aantal meter steil naar beneden.
De groeve ligt in het natuurgebied Bergse Heide en is eigendom van Het Limburgs Landschap.
Op ongeveer 400 meter naar het westen ligt een andere voormalige zandgroeve die in dagbouw ontgonnen is, de Langen Akker. Op ongeveer twee kilometer naar het westen ligt een andere dagbouwgroeve waar kalksteen werd gewonnen, de Curfsgroeve. Op ongeveer 350 meter naar het noordoosten ligt de ingang van de Viltergroeve en op ongeveer 350 meter naar het noordwesten de Wolfsdriesgroeve.

## Geschiedenis
Sinds 2015 wordt de Meertensgroeve begraasd door een kudde landgeiten. Eerder werden hiervoor Konikpaarden ingezet, maar de groeve dreigde toen dicht te groeien met acacia, wilg en berk.

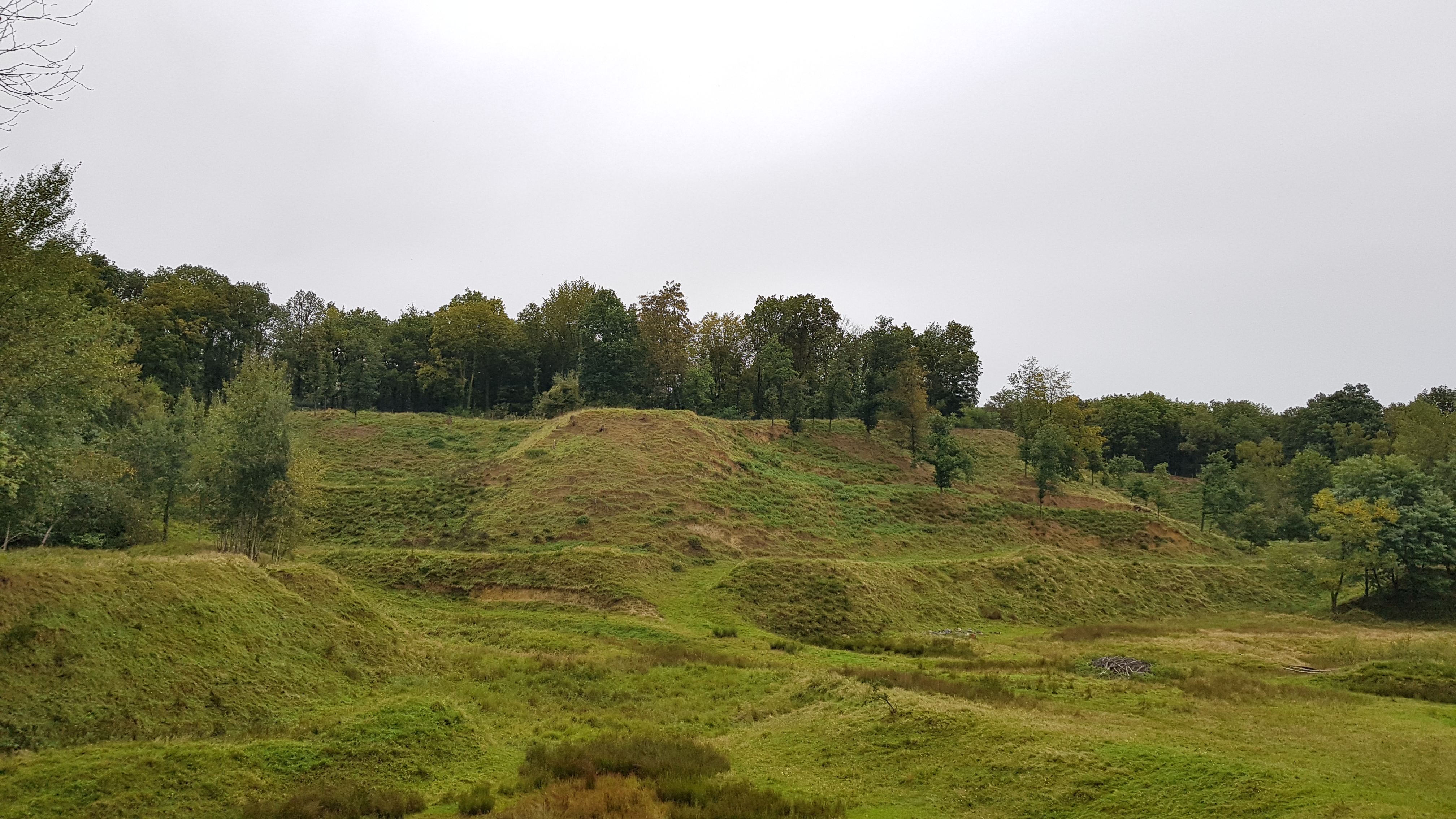
De groeve in 2021
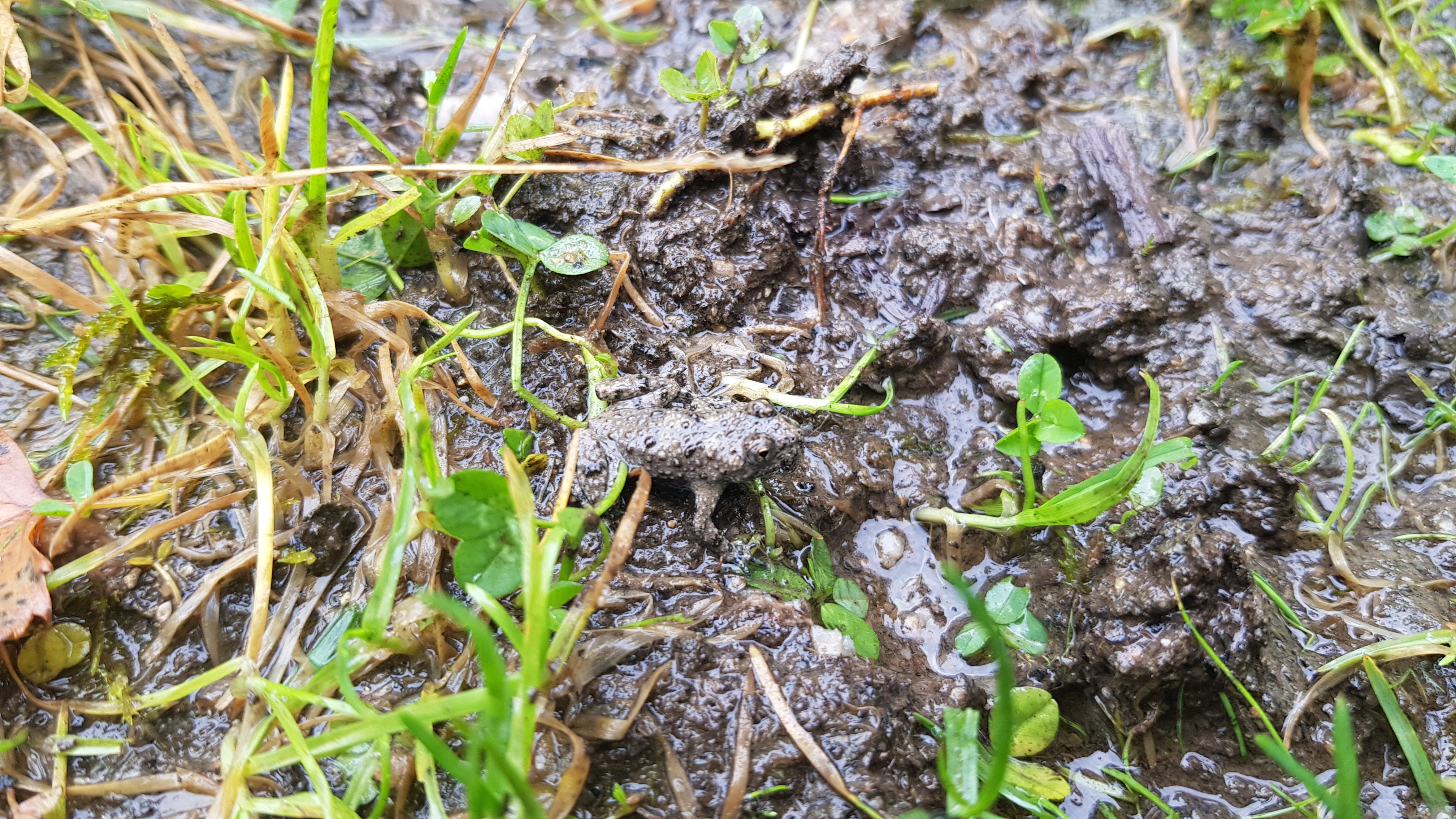
geelbuikvuurpad in de groeve